# Comisión Pontificia para el Estado de la Ciudad del Vaticano
La Comisión Pontificia para el Estado de la Ciudad del Vaticano (en latín: Pontificia Commissio pro Civitate Vaticana; en italiano: Pontificia commissione per lo Stato della Città del Vaticano) es el cuerpo legislativo de la Ciudad del Vaticano. Está formado por el presidente, quien también preside la Gobernación del Estado de la Ciudad del Vaticano, y seis cardenales nombrados por el papa para un período de cinco años.
Las leyes y regulaciones propuestas por la Comisión deben ser sometidas al papa mediante la Secretaría de Estado antes de que se hagan públicas y tomen efecto. Las leyes, reglamentos e instrucciones emitidas por la Comisión son publicadas en el Acta Apostolicae Sedis.
Además de su papel legislativo, el presidente de la Gobernación del Estado de la Ciudad del Vaticano, que desde el 1 de marzo de 2025 es la monja Raffaella Petrini, ha sido delegada como una autoridad ejecutiva por el Estado de la Ciudad del Vaticano por el papa Francisco.
La Comisión Pontificia fue creada en 1939 por Pío XII.

## Miembros
A 8 de mayo de 2025, la Comisión Pontificia está integrada por:
| Posición              | Nombre                               | País           | Otras posiciones                                                                                |
| --------------------- | ------------------------------------ | -------------- | ----------------------------------------------------------------------------------------------- |
| Presidenta            | Hermana Raffaella Petrini, F.S.E.    | Italia         | Presidenta de la Gobernación del Estado de la Ciudad del Vaticano                               |
| Secretarías Generales | Arzobispo Emilio Nappa               | Italia         | Secretario General de la Gobernación del Estado de la Ciudad del Vaticano                       |
| Secretarías Generales | Giuseppe Puglisi-Alibrandi           | Italia         | Secretario General de la Gobernación del Estado de la Ciudad del Vaticano                       |
| Miembros              | Cardenal Lazzaro You Heung-Sik, O.M. | Corea del Sur  | Prefecto del Dicasterio para el Clero                                                           |
| Miembros              | Cardenal Kevin Farrell, L.C.         | Estados Unidos | Camarlengo de la Iglesia católica Prefecto del Dicasterio para los Laicos, la Familia y la Vida |
| Miembros              | Cardenal Leonardo Sandri             | Argentina      | Prefecto emérito del Dicasterio para las Iglesias Orientales                                    |
| Miembros              | Cardenal Arthur Roche                | Reino Unido    | Prefecto del Dicasterio para el Culto Divino y la Disciplina de los Sacramentos                 |
| Miembros              |                                      |                |                                                                                                 |
| Miembros              | Cardenal Claudio Gugerotti           | Italia         | Prefecto del Dicasterio para las Iglesias Orientales                                            |

Consejeros del Estado:
- Prof. Vincenzo Buonomo (consejero general)

### Anteriores presidentes
- Fernando Vérgez Alzaga, presidente entre el 1 de octubre de 2021 y 1 de marzo de 2025
- Giuseppe Bertello, presidente entre 1 de octubre de 2011 y el 1 de octubre de 2021
- Giovanni Lajolo, presidente entre el 15 de septiembre de 2006 y el 1 de octubre de 2011
- Edmund Szoka, presidente entre el 15 de octubre de 1997 y el 15 de septiembre de 2006
- Rosalio Castillo Lara, presidente entre el 31 de octubre de 1990 y el 15 de octubre de 1997